# Unentbehrliche Arzneimittel
Unentbehrliche Arzneimittel (WHO-Bezeichnung Essential Medicines, deutsch auch unverzichtbare Arzneimittel, unerlässliche Arzneimittel) sind nach der Definition der Weltgesundheitsorganisation (WHO) solche Arzneistoffe, die benötigt werden, um die dringlichsten Bedürfnisse der Bevölkerung zur medizinischen Versorgung zu befriedigen. Sie sollen in einem Gesundheitssystem in adäquater Menge, richtiger Dosierungsform, guter Qualität und zu einem für den Patienten erschwinglichen Preis verfügbar sein.
Die Weltgesundheitsorganisation fasst die unentbehrlichen Arzneimittel in der Modell-Liste der unentbehrlichen Arzneimittel zusammen, die als Empfehlung für Regierungen einzelner Staaten gedacht ist, um eigene Versorgungsstandards zu entwickeln. Bis Ende 2003 hatten 156 Staaten offizielle Listen von unentbehrlichen Arzneimitteln definiert. Trotzdem hat ein beträchtlicher Teil der Weltbevölkerung keinen Zugang zu diesen Wirkstoffen.
Den Zugang aller Menschen zu unentbehrlichen Arzneimittel sicherzustellen ist ein erklärtes Ziel des Millennium-Gipfels.

## Liste unentbehrlicher Arzneimittel
Eine Musterliste unentbehrlicher Arzneimittel wird von einem Expertenausschuss der WHO (Expert Committee on the Selection and Use of Essential Medicines) nach den Kriterien der Krankheitshäufigkeit, der Wirksamkeit und Sicherheit sowie der Kosteneffektivität zusammengestellt. Die Liste richtet sich primär an die nationalen Regierungen; diese sollten für ihre regionalen Bedürfnisse auf der Grundlage der WHO-Liste eigene Listen erstellen. Die erstmals 1977 von der WHO veröffentlichte Aufstellung wird alle zwei Jahre überarbeitet. Derzeit werden Arzneimittel mit zirka 300 verschiedenen Arzneistoffen, darunter auch viele Impfstoffe, gelistet.

## Zugang zu unentbehrlichen Arzneimitteln
Nach einer Veröffentlichung der Weltbank hat ein Drittel der Weltbevölkerung keinen effektiven Zugang zu unentbehrlichen Arzneimitteln. Zirka 65 Prozent aller Inder und 47 Prozent der Bevölkerung in Afrika südlich der Sahara können keine unentbehrlichen Arzneimittel erhalten, wenn sie diese benötigen. Die Gründe dafür sind vielschichtig: mangelnde finanzielle Möglichkeiten, schlechte Infrastruktur und Logistik, ein generell schlecht entwickeltes Gesundheitssystem, teilweise auch durch Patentschutz zu hohe Arzneimittelpreise (siehe unten).
In Entwicklungs- und Schwellenländern machen Kosten für Arzneimittel einen beträchtlichen Teil der Gesundheitsausgaben aus. Die Ausgaben bei schweren Krankheitsfällen sind ein Hauptgrund für die Verarmung von Haushalten in diesen Ländern.

## Unentbehrliche Arzneimittel und Patente
Zirka 95 Prozent der Arzneistoffe auf der derzeitigen WHO-Liste sind nicht patentgeschützt. Diese Arzneimittel können somit weltweit kostengünstig als Generika hergestellt und gehandelt werden. Problematisch, weil patentgeschützt, sind aber die von der WHO gelisteten Virostatika zur Behandlung von AIDS. Diese sind in der Regel nicht nur in den entwickelten Ländern patentgeschützt; durch das Übereinkommen über handelsbezogene Aspekte der Rechte des geistigen Eigentums (TRIPS) wurde dieser Schutz in den letzten Jahren auch auf Schwellen- und Entwicklungsländer ausgeweitet, was den Zugang zu diesen Mittel in solchen Ländern weiter erschwert hat. Die Organisation Ärzte ohne Grenzen fordert deshalb, das TRIPS-Abkommen so zu verändern, dass alle unentbehrlichen Arzneimittel in diesen Ländern vom Patentschutz ausgenommen sind.
Solche Forderungen kommen auch von Seite der Universitäten. 2001 wurde die Vereinigung Universities Allied for Essential Medicines an der Yale University gegründet, die dafür eintritt, dass in der Universitäts-Forschung auch vernachlässigte Krankheiten (s. u.) verstärkt berücksichtigt werden und auch arme Länder von Forschungsergebnissen profitieren können.

## Vernachlässigte Krankheiten
Ein weiteres Problem im Zusammenhang mit unentbehrlichen Arzneimitteln sind die sogenannten vernachlässigten Krankheiten. Darunter werden von der Weltgesundheitsorganisation Krankheiten verstanden, die vorwiegend oder ausschließlich in Entwicklungsländern auftreten, beispielsweise Tropenkrankheiten wie Malaria oder die Afrikanische Trypanosomiasis. Für viele dieser Krankheiten wurden teils seit Jahrzehnten keine neuen Arzneimittel entwickelt, weil die Pharmaforschung in diesem Bereich für die Pharmaunternehmen nicht kostendeckend zu betreiben ist. In jüngster Zeit wurden aber einige neuere Entwicklungen in Form einer Public Private Partnership begonnen und zum Teil auch schon zum Erfolg gebracht, beispielsweise ein neues, nicht patentgeschütztes Artesunat-Amodiaquin-Kombinationspräparat (ASAQ) zur Malariabehandlung. Anfang Dezember 2014 unterzeichneten die Initiative Medikamente für Vernachlässigte Krankheiten (DNDi) und Bayer HealthCare einen Kooperationsvertrag über die Entwicklung eines Medikaments, das die Flusskrankheit (Onchozerkose) vollständig heilen soll.